# Линкин Парк
„Линкин Парк“ (на английски: Linkin Park) е американска музикална група. Повечето критици ги определят като ню метъл. „Линкин Парк“ добавят, че главната им цел е да създават нещо между рок и рап.
„Линкин Парк“ използват ясни текстове. Причината за това обяснява Майк: „Искахме нещо по-ефектно, опитвахме се да напишем колкото се може по-чисти текстове, което ни позволи да опишем съвсем друг свят, позволи ни да опишем чувствата, които преживяваме. С това обаче не искаме да бъдем против този, който използва тежки текстове“. Казва, че всеки е дал всичко от себе си за развитието на групата.

## Началото
Началото е поставено през 1996 в гимназията в Агура Хилс (Калифорния), когато фенът на твърд метъл Брад Делсън и рапърът Майк Шинода решили да създадат група на име Xero. Хего е първоначалното име на групата Linkin Park. Нейни членове са Майк Шинода, Брад Делсън, Роб Бърдън, Джоузеф Хан. След пристигането на другия вокалист в групата, Честър Бенингтън, тя е преименувана на Hybrid Theory, след това и на Linkin Park, поради проблеми с патента на името (вече е съществувала група Hybrid). Но така кръщават първия си албум.
По-късно в групата идват още четири момчета: Роб, учил в същото училище, който заедно с Брад бил част от друга група („Реларив Дегрий“), Джоузеф Хан, запознал се с Майк в училището по изкуство в Пасадена, САЩ, съученик на Брад от гимназията и Марк Уейкфилд. Последният обаче напуска групата, оставайки добър приятел на останалите момчета. Феникс също напуска групата за кратко време, свирейки за „Снакс“. Завръща се след излизането на „Hybrid Theory“ (за това всъщност на обложката на албума той не е сред другите момчета). Последният присъединил се в екс-„Xero“, преименувани през това време на „Hybrid Theory“, е Честър Бенингтън, родом от Аризона. След като чул техни парчета, за които разбрал от приятел, се присъединил към групата, която го одобрила след прослушване по телефон. (На въпрос дали това е вярно, Майк отговаря уклончиво и предпочита да запази привличането на Честър в групата в тайна). Именно той измисля името „Linkin Park“, когато са принудени да променят името си, поради вече съществуваща група „Hybrid“. Идеята е била, че всички от групата са минавали край известния Линкълн Парк всеки ден и са решили, че им трябва подобно име.
Преди да станат част от „Линкин Парк“, членовете на групата имат вече опит в музикалната сфера: Честър бил част от „Грей Дейз“, с която започнал своята кариера на 16-годишна възраст. Всички други членова са свирили в различни групи. Първият концерт на групата е „Whisky a go-go“ в Лос Анджелис (когато sa все още „Xero“). Вследствие „Линкин Парк“ имат много сценични прояви, което привлича вниманието на Уорнър Брадърс, които сключват договор с групата за албума „Hybrid Theory“, продуциран от Дон Гилмор (продуцент и на албума „Meteora“).

## Внезапен успех
На 24 октомври 2000 г. излиза в САЩ дебютният албум на „Линкин Парк“ – Hybrid Theory. Първия сингъл от албума е „One Step Closer“
В началото на 2001 г., Фарел се присъединява отново към групата. В същото време излиза вторият сингъл – „Crawling“, който носи на групата награда Грами за „Най-добро хардрок изпълнение“ през 2002. В средата на 2001 групата издава третия си сингъл – „In The End“. Това е най-големият хит и е една от най-често „завъртаните“ песни на 2001 г. Клипът към песента е режисиран от Нейтън „Карма“ Кокс и Хан. Той показва групата, която свири на върха на огромна статуя в дъжда.
В началото на 2002 групата започва първото си по-известно турне наречено „Projekt Revolution“. В турнето взимат участие Адема, Cypress Hill, The Apex Theory и DJ Z-trip. По време на турнето Шинода и Хан правят съвместен проект с The X-Ecutioners върху песента „It's Going down“. Малко след турнето групата се отправя към студиото за пръв път от началото на 2000 г. След като му били изпратени няколко ремикса на песни на „Линкин Парк“, Шинода решил да пусне албум ремикс. В началото той искал да ремиксира само няколко песни, обаче благодарение на окуражаването от Делсън и Хан, Шинода решил да направи още една крачка в реализирането на този проект.
Проектът, който носел името „Reanimation“, включвал по един ремикс за всяка песен от „Hibryd Theory“, както и на песните „My December“ и „High Voltage“. Всяка песен била миксирана от различни изпълнители. Имало слухове, че Шинода получил над 50 ремикса и той собственоръчно избрал най-добрите от тях. Само 2 от ремиксите, които не били включени в албума били издадени. Това били ремксът на „Points of Authority“ от Crystal Method и ремиксът на „By Myself“ от Мерилин Менсън. Готовия проект излязъл на 30 юли 2002 г. и първият му сингъл бил „Pts.of.Athrty“, направен от Джей Гордън.

## Meteora, Collision Course
Групата се появяват в студиото в средата на 2002 г. и записват новия си албум. Името му било пазено в тайна до декември, където станало ясно че албумът се нарича „Meteora“ (Метеора – група от манастири, построени високо в скални образувания в Гърция. Те научили за тях от списания.).
„Това е едно възвишено, мистично място“ – казва Делсън, „Мисля, че тези хора, които чуха името, но не знаеха за какво става въпрос, усетиха енергията в това име. Мислим, че точно това име съвпада с духа, който искахме да създадем.“. Първият сингъл на албума – „Somewhere I Belong“, излязъл през февруари 2003 г. На 25 март 2003, Метеора бил пуснат на пазара и дебютирал на първо място в класациите, след като през първата седмица се продали над 810 000 копия. Общо се продали около 25 милиона по целия свят, повече от половината от които били в САЩ.
След пускането на албума, групата потеглила на своя втори „Projekt Revolution“, заедно с Blindside, Mudvayne и Xzibit. „Faint“ бил издаден като сингъл малко след турнето. След турнето, групата се присъединила към Металика на техния „Summer Sanitarium Tour“ през 2003 заедно с Limp Bizkit, Deftones и отново Mudvayne.

## Minutes to MidnightиA Thousand Suns
Тези два албума предизвикват доста различни емоции сред феновете на групата. Те са по-бавни от първите два, и в тях до голяма степен липсват нео метъл парчета, с които Линкин Парк станаха известни. Линкин Парк твърдят, че това е развитието на групата и нейната еволюция.
Честър Бенингтън казва: „Можем да свирим каквото искаме в момента, можем отново да станем луди. A Thousand Suns ни даде свобода! Ние сме Линкин Парк и няма нищо друго като нас!“

## Музикалната еволюция /One More Lightи смъртта на Честър Бенингтън
Думите на фронтмена на групата Честър Бенингтън се оказват верни. След A Thousand Suns „Линкин Парк“ издават още 3 албума – Living Things (2012), The Hunting Party (2014) и One More Light (2017). И трите звучат различно един от друг, което доказва, че групата никога не е робувала на стил. Например The Hunting Party е определян от множество музикални критици като най-твърдия албум на бандата, докато неговият наследник – One More Light е пълен с поп парчета, които на пръв поглед изглеждат неприсъщи за творчеството на калифорнийската група. В него присъстват и много гост-изпълнители, част от тях са Kiiara, Stormzy и Pusha T. Интересен е и начинът на написване на песните от One More Light, Майк Шинода споделя, че това е първият случай, в който бандата решава първо да напише текстовете на песните, а след това да мислят върху музиката. Идеята зад това е била крайният резултат да е един личен албум, който да е като огледало на мислите и чувствата на всеки един от членовете на групата. Например, в песента Sorry for now, Майк Шинода прави лично обръщение към децата си, а в пилотния сингъл – Heavy, Честър Бенингтън описва вътрешната си борба с депресията.
За нещастие на музикалния свят и в частност на феновете на групата, Честър губи тази борба и на 20.07.2017 г. слага край на живота си. След смъртта му групата се събира за концерт още веднъж – концертът Celebrate Life в Hollywood Bowl, където изпяват някои от най-емблематичните си парчета с помощта на музиканти и вокалисти от други групи като Avenged Sevenfold, Sum 41, System of a down, Machine Gun Kelly и много други.
Малко след това, Майк Шинода издава солов албум, наречен Post Traumatic, в който с песните си разказва за пътя, който е извървял след смъртта на Честър Бенингтън. Самият той твърди, че групата не е прекратила дейност окончателно, но се нуждае от време, за да реши какъв е правилният път напред.

## Награди
- 2001 – награда „Грами“ за най-продаван албум „Hybrid Theory“ за годината (14 милиона копия за една година)
- 2001 – Kerrang за „Най-добър интернационален новодошъл“
- 2001 – Rollingstone Award за „Най-добра Хардрок/Метъл група“
- 2001 – Rockbjornen за „Най-добър албум“ (Швеция)
- 2001 – Rockbjornen за „Най-добра група“ (Швеция)
- 2001 – BLITZ Award за „Най-добър интернационален нов артист“ (Португалия)
- 2002 – Swedish Hit Music Awards за „Най-добър Хардрок“
- 2002 – Grammy за „Най-добро Хардрок изпълнение“ за песента „Crawling“
- 2002 – Emmi за „Най-добър чужд артист на годината“
- 2002 – ECHO за „Най-добър интернационален Нео метъл/Алтернатив артист“ (Германия)
- 2002 – TMF Award за „Най-добра интернационална Рок група“ (Холандия)
- 2002 – World Music Award за „Световна, най-много продавана Рокгрупа“
- 2002 – MTV Asia Award за „Най-добър пробиващ артист“
- 2002 – Billboard Music Award за „Модерен Рок артист на годината“
- 2002 – MTV Brazil Award за „Най-добър интернационален видеоклип“ (In The End)
- 2002 – MTV Award за „Най-добър Рок видеоклип“ (In The End) (САЩ)
- 2002 – Clear Top 10 Award за „Невероятен интернационален успех“ (Индонезия)
- 2002 – MTV Europe Award за „Най-добра група“
- 2002 – MTV Europe Award за „Най-добър Хардрок“
- 2003 – Kerrang Award за „Най-добър интернационален артист“
- 2003 – MTV Asia Award за „Най-добър Рок артист“
- 2003 – MTV Asia Award за „Най-добър видеоклип“ (Pts.Of.Athrty)
- 2003 – MTV Award за „Най-добър Рок видеоклип“ (Somewhere I Belong) (САЩ)
- 2003 – American Music Award за „Любим артист – Алтернативен Рок“
- 2004 – MTV Asia Award за „Най-добър Рок артист“
- 2004 – MTV Asia Award за „Най-добър видеоклип“ (Somewhere I Belong)
- 2004 – MTV VMA Viewer's Choise (Breaking The Habit)
- 2004 – MTV American Music Awards „Любим Нео метъл/Алтернатив артист“
- 2004 – MTV Europe Award за „Най-добра рок група“
- 2004 – Radio Music Awards на Rock Alternative Radio за „Най-добра песен на годината“ (Numb)
- 2004 – Radio Music Awards на Rock Radio за „Най-добър артист“
- 2005 – MTV VMA Japan за „Най-добър видеоклип“ (Breaking The Habit)
- 2005 – MTV VMA Japan за „Най-добър съвместен видеоклип“ (LP/Jay-Z – Numb/Encore)
- 2007 – American Music Awards за „Най-добър алтернатив изпълнител“
- 2007 – MTV Munich за Група на годината
- 2008 – Bandit Rock Awards за ной-добра група
- 2008 – „Bronze Otto“ as „Super Band Rock“, Germany
- 2008 – BMI Pop Awards за песента 'What I've Done'
- 2008 – Ballsiest Band Guys Choice Awards
- 2008 – Much Music AwardsBest-International Video – Group award(Bleed It Out)
- 2008 – MTV Asia award за Favourite International Artist of Asia
- 2008 – MTV Video Music Awards за Best Rock Videos „Shadow of the Day.“
- 2008 – 2008 American Music Awards Favourite Alternative Rock Artist
- 2009 – VH1
- 2009 – EMA Berlin'09 Best World Stage Performance.
- 2010 – EMA Madrid'10 Best Live Act.
- 2011 – EMA Belfast'11 Best Rock

## Състав
- Роб Бърдън – барабани, перкусии (1996-настояще)
- Брад Делсън – китара (1996-настояще), бас китара (1998, 1999 – 2001)
- Дейв Фаръл – бас китара, беквокал (1996 – 1998, 2001–настояще)
- Джоузеф Хан – бийтове, клавиши (1996–настояще)
- Майк Шинода – вокали, ритъм китара, клавиши, пиано (1996–настояще)
- Честър Бенингтън – вокали (1998 – 2017)
- Емили Армстронг - вокали (2024 - настояще)

## Дискография

### Дискография
- Hybrid Theory EP (1999) (първото EP на групата)
- Hybrid Theory (24 октомври 2000)
- Reanimation (2002) (албум с ремикси)
- Meteora (25 март 2003)
- Live in Texas (18 ноември 2003) (live албум)
- Collision Course (30 ноември 2004) (EP съвместно с Jay-Z)
- Minutes to Midnight (14 май 2007)
- Road to Revolution: Live at Milton Keynes (24 ноември 2008)
- New Divide (сингъл от филма Transformers:Revenge Of The Fallen) (2009)
- A Thousand Suns (2010)
- Living Things (2012)
- Recharged (2013) (вторият албум с ремикси)
- The Hunting Party (2014)
- One More Light (2017)
- From Zero (2024)

### Сингли
- One Step Closer (2000)
- Crawling (2001)
- Papercut (2001)
- In the End (2001)
- Pts.OF.Athrty (2002)
- Somewhere I Belong (2003)
- Faint (2003)
- Numb (2003)
- From the Inside (2004)
- Breaking the Habit (2004)
- Numb/Encore (2004)
- What I've Done (2007)
- Bleed It Out (2007)
- Shadow of the Day (2007)
- Given Up (2008)
- Leave Out All the Rest (2008)
- New Divide (2009)
- The Catalyst (2010)
- Waiting for the End (2010)
- Burning in the Skies (2011)
- Iridescent (2011)
- Burn It Down (2012)
- Lost in the Echo (2012)
- Castle of Glass (2013)
- A Light That Never Comes (2013)
- Guilty All The Same (2014)
- Until It's Gone (2014)
- Final Masquerade (2014)
- Heavy (2017)
- Talking To Myself (2017)

### Видеография
- Frat Party at the Pankake Festival (20 ноември 2001)
- Reanimation (DVD-Audio) (2002)
- The Making of Meteora (в ограничен тираж) (25 март 2003)
- Live in Texas (18 ноември 2003)
- Breaking the Habit (27 юли 2004)
- Collision Course (30 ноември 2004)
- Minutes to Midnight (в ограничен тираж) (14 май 2007)
- Road to Revolution: Live at Milton Keynes (24 ноември 2008)
- New Divide (2009)
- Meeting of A Thousand Suns (14 септември 2010)
- A Thousand Suns + (1 април 2011)
- Living Things + (22 март 2013)